# Fungia taiwanensis
Fungia taiwanensis là một loài san hô trong họ Fungiidae. Loài này được Hoeksema & Dai mô tả khoa học năm 1991.